# Autotransporter-Fall
Der Autotransporter-Fall war ein Kriminalfall an deutschen Autobahnen, bei denen ein Täter in den Jahren 2008 bis 2013 über 700 Pistolenschüsse auf fahrende Lastwagen abgab. Mehrere Personen kamen dabei zu Schaden. 2013 ermittelte die Polizei einen damals 57-jährigen Fernfahrer aus Nordrhein-Westfalen als Tatverdächtigen, der in den Medien als Autobahnschütze bezeichnet wurde. Für die Taten wurde er zu einer Freiheitsstrafe von zehn Jahren verurteilt, unter anderem wegen versuchten mehrfachen Mordes.

## Tatablauf
Ab Juli 2008 wurden auf deutschen Autobahnen während der Fahrt Neufahrzeuge auf Autotransportern beschossen. Der Täter zielte offenbar auf die geladenen Autos, aber nicht auf die Fahrer. Dennoch schlugen Projektile auch in andere Fahrzeuge sowie in Gebäude ein. Als Munition wurden Kleinkaliberprojektile vom Kaliber 22 verwendet. Ab 2012 nutzte der Täter eine Waffe für größere Projektile, die Munition mit dem Kaliber 9 mm verschoss. Ein Motiv war nicht erkennbar.
Die Tatserie begann im Rhein-Main-Gebiet und dehnte sich später auf andere Bundesländer aus. Insbesondere die Länder Bayern, Baden-Württemberg, Hessen, Nordrhein-Westfalen und  Rheinland-Pfalz waren betroffen. Auch im benachbarten westlichen und südlichen Ausland (Belgien, Frankreich, Österreich, Schweiz) wurden einzelne Fälle festgestellt, wobei die Behörden davon ausgingen, dass der Beschuss in Deutschland erfolgt war. Im August 2009 bezifferte das Bundeskriminalamt (BKA) die Zahl der Fälle mit 130. Im Oktober 2009 berichtete das BKA von 225 Fällen deutschlandweit. Mit Stand Ende 2012 wurde in 544 Fällen auf Autotransporter und in 175 Fällen auf andere Fahrzeuge geschossen.
Im November 2009 wurde auf der A 3 bei Würzburg eine Autofahrerin durch einen Schuss in den Hals lebensgefährlich verletzt. Im Mai 2012 verunglückte ein Autotransporter auf der A 5 bei Kronau, nachdem ein Projektil die Seitenscheibe durchschlagen hatte. Der Fahrer wurde schwer verletzt.

## Ermittlungen
Die Einschüsse wurden von den Lkw-Fahrern meist erst am Fahrtziel entdeckt, so dass der genaue Tatort nicht bekannt war. Die ballistische Auswertung der Schussabgaben sprach dafür, dass sie aus dem fahrenden Verkehr heraus von einer erhöhten Position abgegeben wurden. Sie erfolgten meist in den Gegenverkehr, aber auch auf Fahrzeuge, die in der gleichen Fahrtrichtung wie das Täterfahrzeug fuhren. Schon früh vermutete die Polizei einen Fernfahrer als Täter. Um Hinweise zum Täterprofil zu erhalten, führte sie eine operative Fallanalyse durch.
2009 stellte das Bundeskriminalamt (BKA) im Rahmen seiner Zentralstellenfunktion fest, dass es sich bei der Tatserie um ein neues überregionales Kriminalitätsphänomen handelt. Die Staatsanwaltschaften Koblenz und Würzburg beauftragten das BKA mit den Ermittlungen. Wegen der bundesweiten Bedeutung richtete das BKA die „AG Transporter“ ein. 2012 wurde sie in die „BAO Transporter“ überführt, der 90 Beamte des BKA und der Länder Baden-Württemberg, Bayern, Hessen, Nordrhein-Westfalen und Rheinland-Pfalz angehörten. 2009 wurde die Öffentlichkeit informiert und um Mithilfe gebeten. 2011 setzte eine breitere Öffentlichkeitsfahndung ein, unter anderem mit Fahndungsplakaten und der Vorstellung des Falls in der Fernsehsendung Aktenzeichen XY. Für Hinweise lobten die Behörden zunächst eine Belohnung von 27.000 Euro aus, die später auf 100.000 Euro erhöht wurde. Aus der Bevölkerung gingen 450 Hinweise ein.
Die Polizei durfte die von Toll Collect erhobenen Daten für die Lkw-Maut aus Datenschutzgründen nicht auswerten. Deswegen stellte das Mobile Einsatzkommando des BKA ab 2012 verdeckt Kennzeichenlesegeräte an sieben Autobahnabschnitten auf. Nach jedem neuen Beschuss wurden die registrierten Nummernschilder miteinander abgeglichen. Anhand von Kreuztreffern mit Funkzellenabfragen konnten im April 2013 die Ermittlungen auf den Lkw des Täters eingegrenzt werden. Am 23. Juni 2013 wurde er nach vorangegangener Observation an seinem Wohnsitz festgenommen. Er führte die Ermittler zum Versteck der Waffen in einer Hecke auf seinem Grundstück. Es waren drei Pistolen, ein Schießkugelschreiber und 1300 Schuss Munition. Die Waffen einschließlich Schalldämpfer hatte der Täter selbst hergestellt. Er ist gelernter Werkzeugmacher.

## Täter
Michael Harry K. lebte in Frohnrath in der Nordeifel und war langjährig als Fernfahrer für ein Speditionsunternehmen in Monschau tätig. Er wurde in der DDR geboren und kam aus Halle (Saale). In der DDR hatte er eine zehnjährige Freiheitsstrafe verbüßt. Unterschiedlichen Angaben nach wurde er in den 1980er Jahren von der Bundesrepublik aus der Haft in der DDR freigekauft, anderen Angaben nach floh er 1989 über Ungarn nach Westdeutschland.
Als Auslöser für die Taten nannte K. einen Beinahe-Unfall, bei dem er von einem Autotransporter abgedrängt worden sei. Als Motiv kamen später Frust und Wut über den „Asphalt-Krieg“ im Straßenverkehr hinzu. Er habe Lastwagenfahrer für ihr Fahrverhalten bestrafen wollen. Mit den Schüssen auf die Ladung oder die Lkw habe er nur Sachschäden anrichten wollen. Er habe nie auf Menschen geschossen.
Zur Tatausführung gab K. an, seinen Lkw mit der linken Hand gelenkt und mit der rechten Hand durch die geöffnete Seitenscheibe geschossen zu haben.

## Verurteilung
Am 30. Oktober 2014 verurteilte das Landgericht Würzburg K. zu einer zehneinhalbjährigen Gesamtfreiheitsstrafe wegen vierfachen versuchten Mordes, gefährlicher Körperverletzung, unerlaubten Führens bzw. Besitzes  von Schusswaffen, Sachbeschädigung und gefährlicher Eingriffe in den Straßenverkehr. Das Urteil erging zu insgesamt 112 Taten.
Der Angeklagte legte beim Bundesgerichtshof gegen das Urteil Revision ein, insbesondere gegen die Verurteilung wegen versuchten Mordes. Der Bundesgerichtshof hob das Urteil in Teilen auf und verwies die Sache zu neuer Verhandlung und Entscheidung an eine andere Schwurgerichtskammer des Landgerichts Würzburg zurück. Dort kam es lediglich zu einer geringfügigen Ermäßigung der Gesamtfreiheitsstrafe auf 10 Jahre 3 Monate.

## Datenschutzrechtliche Kritik
Durch die von den Ermittlungsbehörden verdeckt aufgestellten Kennzeichenlesegeräte wurden 3,8 Millionen Kfz-Kennzeichen erfasst. Außerdem erhoben die Ermittler durch Funkzellenabfragen fast 600.000 Datensätze. Die Rasterfahndung mit massenhafter Datenerhebung kritisierten einzelne Medien als unverhältnismäßig. Der Einsatz der Lesegeräte war vom rheinland-pfälzischen Landesbeauftragten für den Datenschutz Edgar Wagner geprüft worden. Er erklärte den längerfristigen Einsatz der Geräte für zweifelhaft. Die Partei Die Linke stellte zur Kennzeichenerfassung und zu den Funkzellenabfragen im Autotransporter-Fall eine Kleine Anfrage an die Bundesregierung. Sie sah in den Datenerhebungen eine problematische Entwicklung in der Strafverfolgung und befürchtete, dass sich derartige Rasterfahndungen zum Standard entwickeln könnten. Die Ermittlungsbehörden rechtfertigten ihr Vorgehen als Ultima Ratio nach den jahrelangen erfolglosen Ermittlungen und der nicht unerheblichen Gefährdung von Leib und Leben anderer Verkehrsteilnehmer, wobei die Gefährdung ab 2012 durch das Verwenden eines größeren Kalibers angestiegen war.

## Rezeption
Medien bezeichneten den Fall als einen der größten Kriminalfälle in Deutschland. Der damalige BKA-Präsident Jörg Ziercke bezeichnete den Fall als „bislang einzigartig in der Kriminalgeschichte“.
Das ZDF arbeitete die Ermittlungen in der dreiteiligen Dokumentation Die Jagd nach dem Autobahnschützen aus dem Jahr 2023 auf.